# 駐吐瓦魯外交機構列表

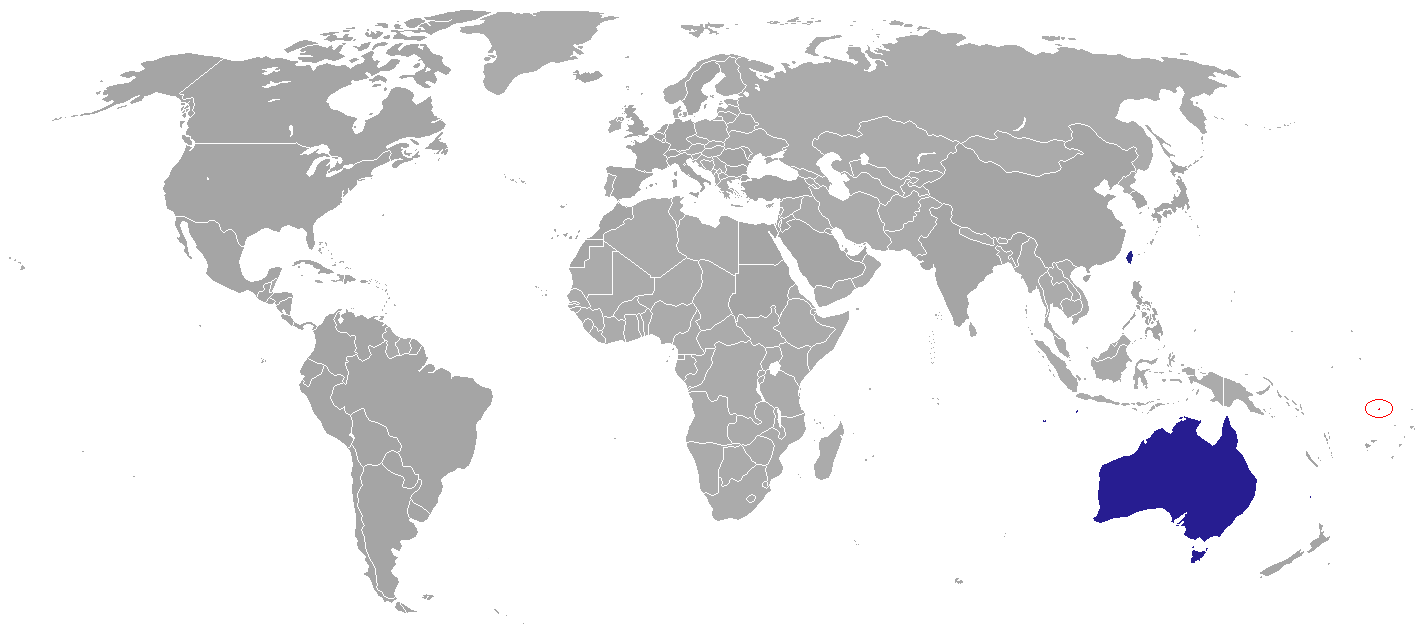
在吐瓦魯常設大使館或高級專員公署的國家一覽

駐吐瓦魯外交機構列表為各國駐在吐瓦魯的外交機構列表，包含大使館、領事館及高級專員公署等。目前，該國首都富纳富提共駐有兩個外交機構（澳洲和中華民國）。

## 大使館/高級專員公署

### 駐富纳富提
- [1]
- 中華民國（臺灣）（大使館）[2]

## 名譽領事館
- 法國

## 非常駐
| - 奥地利 （堪培拉） - 比利时 （惠灵顿） - 巴西 （惠灵顿） - 加拿大 （惠灵顿） - 哥伦比亚 （堪培拉） - 捷克 （吉隆坡） - 丹麦 （堪培拉） - 芬兰 （堪培拉） - 法國 （蘇瓦） - 德国 （惠灵顿） - 希腊 （東京都） - 爱尔兰 （纽约） - 以色列 （耶路撒冷） - 義大利 （惠灵顿） - 日本 （蘇瓦） - 科索沃 （東京都） | - 賴索托 （東京都） - 马来西亚 （蘇瓦） - 墨西哥 （惠灵顿） - 摩洛哥 （堪培拉） - 新西兰 （蘇瓦） - 菲律賓 （堪培拉） - 波蘭 （堪培拉） - 羅馬尼亞 （堪培拉） - 斯洛伐克 （堪培拉） - 南非 （堪培拉） - （蘇瓦） - 瑞士 （堪培拉） - 土耳其 （惠灵顿） - 英国 （蘇瓦） - 美国 （蘇瓦） |

## 外部連結
- Tuvalu Online （页面存档备份，存于）
- Tuvalu Official Tourism Site （页面存档备份，存于）